# Самуэльсон, Памела
Памела Самуэльсон — заслуженный профессор права и информационного менеджмента Калифорнийского университета в Беркли, совмещает работу в школах информации и права. В осеннюю четверть 2007 года она была приглашённым профессором права на юридическом факультете Гарвардского университета. Она также является одним из директоров Центра права и технологий Беркли и соучредителем Authors Alliance.

## Биография
В 1971 году Самуэльсон окончила Гавайский университет, а в 1976 году окончила Йельскую школу права. Прежде чем стать академиком, Самуэльсон занималась юридической практикой в качестве сотрудника по судебным спорам в нью-йоркской юридической фирме Willkie Farr & Gallagher. С 1981 по июнь 1996 года она преподавала в школе права Питтсбургского университета, в это время она посещала школы права Колумбийского, Корнеллского университета и Университета Эмори. С 1996 года она преподаёт в Беркли.
Основная сфера преподавания Самуэльсон — право интеллектуальной собственности. Она писала и говорила о проблемах, которые создают новые информационные технологии для государственной политики и традиционных правовых режимов. Она является соучредителем Клиники права, технологий и общественной политики, которую она основала в 2000 году вместе со своим мужем, Бобом Глушко. Она является членом Ассоциации вычислительной техники (сотрудничающий редактор коммуникаций) и почётным профессором Амстердамского университета, также она была сотрудником Фонда Макартуров. В 2005 году она получила премию Аниты Борг в номинации социальное влияние. Она является членом совета директоров Electronic Frontier Foundation и Open Source Applications Foundation, а также членом консультативного совета Electronic Privacy Information Center. В 2013 году она стала членом Американской академии искусств и наук.
2 ноября 2015 года Самуэльсон прочитала Лекцию Брейса (названа в честь издателя Дональда Брейса), ежегодное выступление видной фигуры в области национального авторского права, проходящее в школе права Фордемского университета.

## Работы
- «A Case Study on Computer Programs», Global dimensions of intellectual property rights in science and technology, Part 3, Editors Mitchel B. Wallerstein, Mary Ellen Mogee, Roberta A. Schoen, National Academies Press, 1993, ISBN 978-0-309-04833-0
- «Towards More Sensible Anti-circumvention Regulations», Financial cryptography: 4th international conference, FC 2000, Editor Yair Frankel, Springer, 2001, ISBN 978-3-540-42700-1
- «'The New Economy', and Information Technology Policy», American economic policy in the 1990s, Editors Jeffrey A. Frankel, Peter R. Orszag, MIT Press, 2002, ISBN 978-0-262-56151-8
- Peter S. Menell, Mark A. Lemley, Robert P. Merges, Pamela Samuelson, Software and Internet law, Editor Mark A. Lemley, Aspen Publishers, 2003, ISBN 978-0-7355-3654-8
- «Should economics play a role in copyright law and policy?», Developments in the economics of copyright: research and analysis, Editors Lisa Takeyama, Wendy J. Gordon, Ruth Towse, Edward Elgar Publishing, 2005, ISBN 978-1-84376-930-9
- «Challenges in Mapping the Public domain», The future of the public domain: identifying the commons in information law, Editors Lucie M. C. R. Guibault, P. B. Hugenholtz, Kluwer Law International, 2006, ISBN 978-90-411-2435-7